# 뉴 포트리스
뉴 포트리스는 2005년에 포트리스 3이 서비스를 중단하고 뒤이어 나온 포트리스 2의 후속작이다. 카트라이더의 아성을 뛰어넘고, 포트리스2 블루의 옛 영광을 재현하겠다는 큰 타이틀을 내걸고 오픈베타를 시작했다. 기존 포트리스 시리즈와 다른 차별화된 시스템(스킬,탱크장비,이동턴/발사턴,서든데스모드) 등으로 동시접속자 1만명을 돌파하며 눈길을 모았다. 그러나 탱크의 숫자가 6대밖에 되지 않았고, 완성도 낮은 어중간한 퀘스트 시스템과 탱크장비(무기,탈것)의 밸런스 문제가 드러나기 시작했다. 유저들의 비판의 목소리도 점차 커져갔으며, 해외진출도 여의치 않게 되자, 6개월만에 급작스러운 서비스중단을 선언한다. 이후 현재까지도 포트리스 시리즈 중, 포트리스 2 만이 서비스되고 있다. 2010년 하반기 포트리스의 리뉴얼 소식이 있으나, 유저들은 포트리스 3의 서비스재개를 더 희망하고 있다.